# Cybianthus costaricanus
Cybianthus costaricanus är en viveväxtart. Cybianthus costaricanus ingår i släktet Cybianthus, och familjen viveväxter.

## Underarter
Arten delas in i följande underarter:
- C. c. acuminatus
- C. c. costaricanus
- C. c. morii
- C. c. panamensis